# USA-165
USA-165もしくはXSS-11（eXperimental Satellite System-11）はアメリカ合衆国の空軍研究所が開発した小型人工衛星。近接運用に関する技術実証を目的とし、特に宇宙空間における修理、検査、および偵察の実行可能性を試験する。また宇宙機が自動的にマヌーバを行うシステムも試験する。
製造はロッキード・マーティンが行い、重量は125kg。2005年4月11日にMinotaurロケットによって低軌道に投入され、18ヶ月以上に渡って軌道上に存在した。